# Lydia Peeters
Lydia Peeters (Maaseik, 17 januari 1969) is een Belgisch politica voor Open Vld.

## Levensloop
Ze is de dochter van politicus Lambert Peeters die van 1982 tot 1994 schepen van Dilsen-Stokkem was en tevens korte tijd burgemeester. Peeters doorliep haar secundair onderwijs aan de Vrije Humaniora te Maaseik. Ze werd in 1992 licentiaat in de rechten aan de KU Leuven en was van 1992 tot 2006 advocate, eerst aan de balie van Hasselt en daarna aan de balie van Tongeren.

### Lokale politiek in Dilsen-Stokkem
Peeters was actief in de jongerenafdeling van de VLD in Dilsen-Stokkem. In 2000 werd ze verkozen tot gemeenteraadslid van de gemeente.
In januari 2001 werd ze burgemeester van Dilsen-Stokkem. Tijdens haar mandaat als Vlaams minister laat zij zich als burgemeester vervangen door Sofie Vandeweerd. Peeters bleef wel nog titelvoerend burgemeester en voorzitter van de gemeenteraad. Peeters bleef uiteindelijk burgemeester tot eind 2024 en werd daarna opgevolgd door Sofie Vandeweerd, die als lijstduwer meer voorkeurstemmen had behaald dan zij. Sindsdien is ze eerste schepen van de gemeente, bevoegd voor Leefmilieu, Toerisme, Lokale Economie, Landbouw en Seniorenbeleid.
Van 2006 en 2009 was ze provincieraadslid van Limburg.

### Vlaams volksvertegenwoordigster
Bij de Vlaamse verkiezingen van 7 juni 2009 werd ze verkozen in de kieskring Limburg. Ook na de volgende Vlaamse verkiezingen van 25 mei 2014 bleef ze Vlaams volksvertegenwoordiger tot in januari 2019. Als Vlaams Parlementslid werd Peeters van 2009 tot 2011 vast lid van de commissie Landbouw, Visserij en Plattelandsbeleid en van 2009 tot 2014 vast lid van de Economie, Economisch Overheidsinstrumentarium, Innovatie, Wetenschapsbeleid, Werk en Sociale Economie. Nadien was zij van 2014 tot 2015 lid en van 2015 tot 2019 ondervoorzitter van de commissie Leefmilieu, Natuur, Ruimtelijke Ordening, Energie en Dierenwelzijn.

### Minister van Begroting, Financiën en Energie
Op 9 januari 2019 volgde zij Bart Tommelein op als Vlaams minister van Begroting, Financiën en Energie.
Bij de Vlaamse verkiezingen op 26 mei 2019 stelde ze zich als lijsttrekker opnieuw kandidaat voor het Vlaams Parlement. Ze werd opnieuw verkozen en zetelde er tot oktober 2019.
Tijdens haar ministerschap garandeerde ze het principe van de terugdraaiende teller voor 15 jaar te garanderen voor wie zonnepanelen had geplaatst voor eind 2020. Op 14 januari 2021 werd de garantie geschrapt door het Grondwettelijk Hof, in een procedure die was aangespannen door de Vlaamse energieregulator Vreg. Ongeveer Vlaamse 571.000 gezinnen waren de dupe van deze maatregel.

### Minister van Cultuur, Jeugd en Media
Nadat haar partijgenoot en collega-minister Sven Gatz minister in de Brusselse Hoofdstedelijke Regering werd en daardoor in conflict kwam met voorzitter Gwendolyn Rutten, kreeg Peeters op 18 juli 2019 zijn bevoegdheden Cultuur, Jeugd en Media. Ook werd ze die dag viceminister-president van de Vlaamse Regering.

### Minister van Mobiliteit en Openbare werken
Op 2 oktober 2019 werd ze Vlaams minister voor mobiliteit en openbare werken in de Vlaamse regering-Jambon, waarna ze als Vlaams volksvertegenwoordiger werd opgevolgd door Steven Coenegrachts.
In mei 2020, tijdens de coronacrisis, besliste ze om nog geen wettelijk kader uit te werken voor nieuwe meetapparaten voor de autokeuring omdat ze wou wachten op Europese richtlijnen. Deze apparaten dienen om auto's met een defecte of op illegale wijze verwijderde roetfilter op te sporen. De machines waren reeds aangekocht door haar voorganger. De beslissing werd bekritiseerd door VAB, deskundigen en de regeringen van het Waals en Brussels gewest. Lydia Peeters bleef bij haar standpunt ook na kritiek van coalitiepartijen N-VA en CD&V.
Op 9 juni 2020, tijdens een relatief rustige periode van de coronacrisis in België, nam Peeters deel aan een korte vliegreis van ASL Group van Brussel via Knokke naar Antwerpen, naar eigen zeggen "om regionale luchthavens zoals Antwerpen, Oostende en Kortrijk te promoten". Het zou nodig zijn geweest om de in crisis verkerende luchtvaart te steunen, omdat ze ervan overtuigd was "dat de regionale luchthavens een toekomst hebben in Vlaanderen, gezien hun economische belang." Dit kwam haar op kritiek te staan, vanwege de controverse rond deze regionale luchthavens, die volgens tegenstanders "een bron van schadelijke en perfect vermijdbare CO2-uitstoot" zijn. Peeters voelde zich genoodzaakt om drie keer haar excuses uit te spreken.
Bij de Vlaamse verkiezingen van 9 juni 2024 werd Lydia Peeters als Open Vld-lijsttrekker in Limburg opnieuw verkozen in het Vlaams Parlement.
Op 2 augustus 2024 nam haar partijgenote Gwendolyn Rutten ontslag uit de Vlaamse regering. Peeters nam hierop de bevoegdheden van Rutten – het viceminister-presidentschap en Binnenlands Bestuur, Bestuurszaken, Inburgering en Gelijke Kansen – over. Ze bleef haar ministeriële functies uitoefenen tot de installatie van de regering-Diependaele op 30 september 2024, waar haar partij geen deel van uitmaakte.

### Opnieuw Vlaams Parlementslid
Na afloop van haar Vlaams ministerschap nam Lydia Peeters weer zitting als Vlaams Parlementslid. Naast vast lid in de commissie Landbouw, Visserij en Plattelandsbeleid werd zij in oktober 2024 voorzitter van de commissie Leefmilieu, Natuur en Ruimtelijke Ordening.

## Eretitel
Op 4 december 2019 werd Lydia Peeters per KB benoemd tot commandeur in de Leopoldsorde.

## Personalia
Ze is gehuwd met politicus Jan Verlinden, van 2001 tot 2003 lid van de Genkse gemeenteraad.